# 弗里德姆鎮區 (堪薩斯州波旁縣)
弗里德姆鎮區（英語：Freedom Township）為位在美國堪薩斯州波旁縣的鎮區。2010年美国人口普查中該鎮區人口有590人。

## 地理
弗里德姆鎮區涵蓋面積113.43平方（43.80平方英里），境內設有一座城市：富爾頓。

### 墓園
根據美國地質調查局的資料，此鎮區擁有3座墓園：
- 埃文代爾墓園（Avondale Cemetery）
- 格倫代爾墓園（Glendale Cemetery）
- 宰恩墓園（Zion Cemetery）

### 溪流
通過此鎮區的溪流有：
| - 小歐塞奇河 - 克萊弗溪（Clever Creek） - 東拉伯迪溪（East Laberdie Creek） - 埃爾克溪（Elk Creek） | - 埃爾姆溪（Elm Creek） - 拉伯迪溪（Laberdie Creek） - 洛斯特溪（Lost Creek） - 西拉伯迪溪（West Laberdie Creek） |

## 人口統計
根據2010年美國人口普查，弗里德姆鎮區人口有590人，人口密度為5.2人/平方公里。此鎮區居民之種族有95.76%為白人；0.34%為非裔美洲人；1.19%為美洲原住民；0%為亞洲人；0%為太平洋島民；0.51%為其他種族；另外有2.2%為混血種族。而西班牙裔或拉丁裔美洲人佔此鎮區人口的1.86%。

## 外部連結
- City-Data.com （页面存档备份，存于）
- Bourbon County Maps: Current （页面存档备份，存于）, Historic Collection （页面存档备份，存于）